# Anton Khünel
Anton Khünel (* 1673 in Brünn; †  10. Januar 1754, ebenda) war ein deutscher Alchemist, Schattenspieler und Erfinder der Schattenoper.

## Leben und Werk
Anton Khünel wurde 1673 in Brünn in Mähren geboren. Durch alchemistische Experimente zur Goldmacherei und zur Destillation des Steins der Weisen brachte er das beträchtliche Vermögen der Eltern bis 1727 durch. Verarmt suchte er einen Broterwerb. Beim nächtlichen Händeringen über seine Situation soll er das Schattenspiel entdeckt haben. Khünel entwickelte das Handschattenspiel im 2. Viertel des 18. Jahrhunderts zu einer Perfektion, wie sie vor ihm nie gesehen wurde:
„Qui suo tempore parem non habuit, et ante eum nullus visus est“ (Lateinisches Hausjournal mit dem Sterbedatum Kühnels).
Bei der Aufführung seiner Schattenopern projizierte er mit Kerzenlicht den Schatten seiner Hände über Spiegel auf einen Schirm aus Leinen. Er bildete bevorzugt biblische Szenen und rhapsodierte dazu selbst komponierte Strophen. 1728 trat er am kaiserlichen Hof in Wien auf. 1730 ist ein Auftritt auf der Neujahrsmesse in Leipzig berichtet. In Dresden führte Khünel 1730 am chursächsischen Hofe eine dreiaktige Schattenoper auf. Nach dem sächsischen Curiositäten-Cabinet von 1730 thematisierte der dritte Akt ein unglückliche Ehe. Eine Rhapsodie Khünels zu seiner Kunst hat sich überliefert. Darin nennt er sein Geburtsjahr 1673 und rühmt sich seiner Darstellkunst von Tieren und biblischen Szenen. Weitere Aufführungen an deutschen Höfen und in Wien vor Prinz Eugen sind berichtet. Friedrich Wilhelm I. lud Khünel 1732 nach einer Vorführung in Machenau zur Hoftafel ein. Khünel wurde in den folgenden Jahrzehnten vielfach kopiert, geriet aber bald in Vergessenheit. Khünel soll ein nicht mehr nachweisbares Handbuch zum Handschattenspiel verfasst haben.
Als Kuriosum taucht Khünel vereinzelt in den Unterhaltungsmagazinen des 19. Jahrhunderts auf. Literarisch wurde seine Person in der phantastischen Novellensammlung Lemuria (1917) von Karl Hans Strobl eingeflochten.